# Guelmim-Es-Smara
Guelmim – Es-Smara (alternativ stavning Guelmim – Es-Semara) er en tidligere region i det sydlige Marokko, med et indbyggertal på 462.410 mennesker (2. september 2004) på et areal af 131.181 km². Regionens administrative hovedby er Guelmim.
Den sydlige del af regionen indgår i det omstridte område Vestsahara, som blev okkuperet af Marokko 27. februar 1976, men som FN betragter som Afrikas sidste uløste kolonispørgsmål.
Floden Drâa der med 1.100 km er den længste i Marokko, løber ud i Atlanterhavet ved byen Tan-Tan.

## Administrativ inddeling
Regionen er inddelt i fem provinser, hvoraf en tilhører Vestsahara:
Marokko
- Assa-Zag, Guelmim, Tan-Tan, Tata

Vestsahara
- Es-Smara

Kun den sydlige del af provinsen Assa-Zag regnes til Vestsahara.

## Større byer
Indbyggertal ifølge folketællingen 2. september 2004.
- Guelmim (95.749)
- Tan-Tan (60.698)
- Es-Smara (i Vestsahara) (40.347)

Andre vigtige byer:
- Assa, Tata

## Eksterne kilder og henvisninger
1. ↑  Recensement général de la population et de l'habitat de 2004 Arkiveret 5. januar 2019 hos  Wayback Machine, Haut-commissariat au Plan, Lavieeco.com, set 28 september 2012
2. ↑  UN envoy in Morocco over Western Sahara, Afrika Kontakt 24 Februar 2009.

28°9′N 10°4′V / 28.150°N 10.067°V